# Архитектурный конкурс
Архитектурный конкурс — это соревнование в области архитектуры среди двух и более независимых архитекторов в создании архитектурного проекта, идеи, концепции здания, планировки территории или малой архитектурной формы с последующей экспертной оценкой компетентным жюри с целью признания авторского проекта лучшим и получения заказа на реализацию данного архитектурного объекта или получения призов и наград. Данная процедура обычно проводится с целью поиска новых дизайнерских идей, катализации публичного обсуждения здания и повышения его популярности в обществе, кроме того, это хорошая возможность для молодых архитекторов показать свои возможности и набраться опыта. Архитектурные конкурсы особенно распространены при застройке городов в Дании, Швейцарии, Германии, в то время как во Франции подобная практика является обязательной для проектирования всех общественных зданий.
Проект, получивший первый приз соревнований, не обязательно бывает построен, и здание не всегда принимает изначально задуманный вид, так как в процессе детального проектирования часто возникают непредвиденные обстоятельства, обусловленные, в частности, особенностями местности, в которой зданию суждено быть построенным. Финансирование строительства всегда осуществляет заказчик, и естественно, что он может наложить вето на любую победившую работу. Ярким примером является конкурс 2002 года на строительство Всемирного торгового центра в Нью-Йорке, когда от оригинального проекта победителя Даниэля Либескинда в итоге остались лишь некоторые базовые элементы.

## История
Доподлинно известно, что архитектурные конкурсы устраивались ещё в глубокой древности. Афинский Акрополь был построен в результате такого состязания, по тому же принципу возводились некоторые христианские соборы Средневековья. В 1419 году проводился конкурс на проект купола кафедрального собора Санта-Мария-дель-Фьоре во Флоренции, и победивший архитектор Филиппо Брунеллески стал после этого известным на всю Италию. В 1721 состоялся архитектурный конкурс на проект здания Двенадцати коллегий в Санкт-Петербурге, который выиграл Д. Трезини. Тем не менее, повсеместное распространение архитектурные конкурсы получили только в конце восемнадцатого столетия, когда их взяли на вооружение такие страны как США, Великобритания, Ирландия, Франция и Швеция. Одним из главных архитектурных конкурсов индустриальной эпохи можно назвать конкурс на проект Дворца мира, проводимый в 1905 году в Гааге.

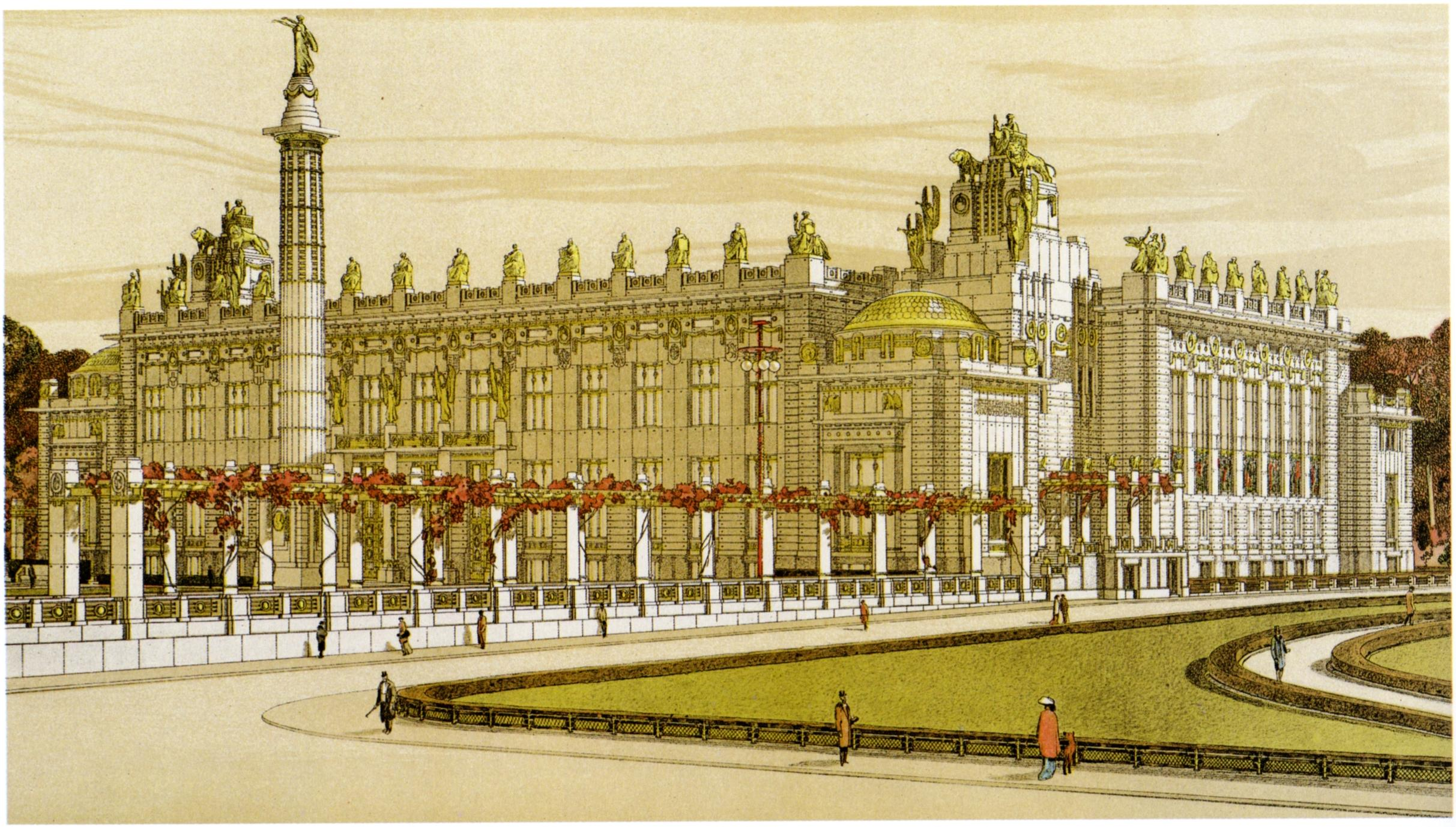
Проект Дворца мира Отто Вагнера
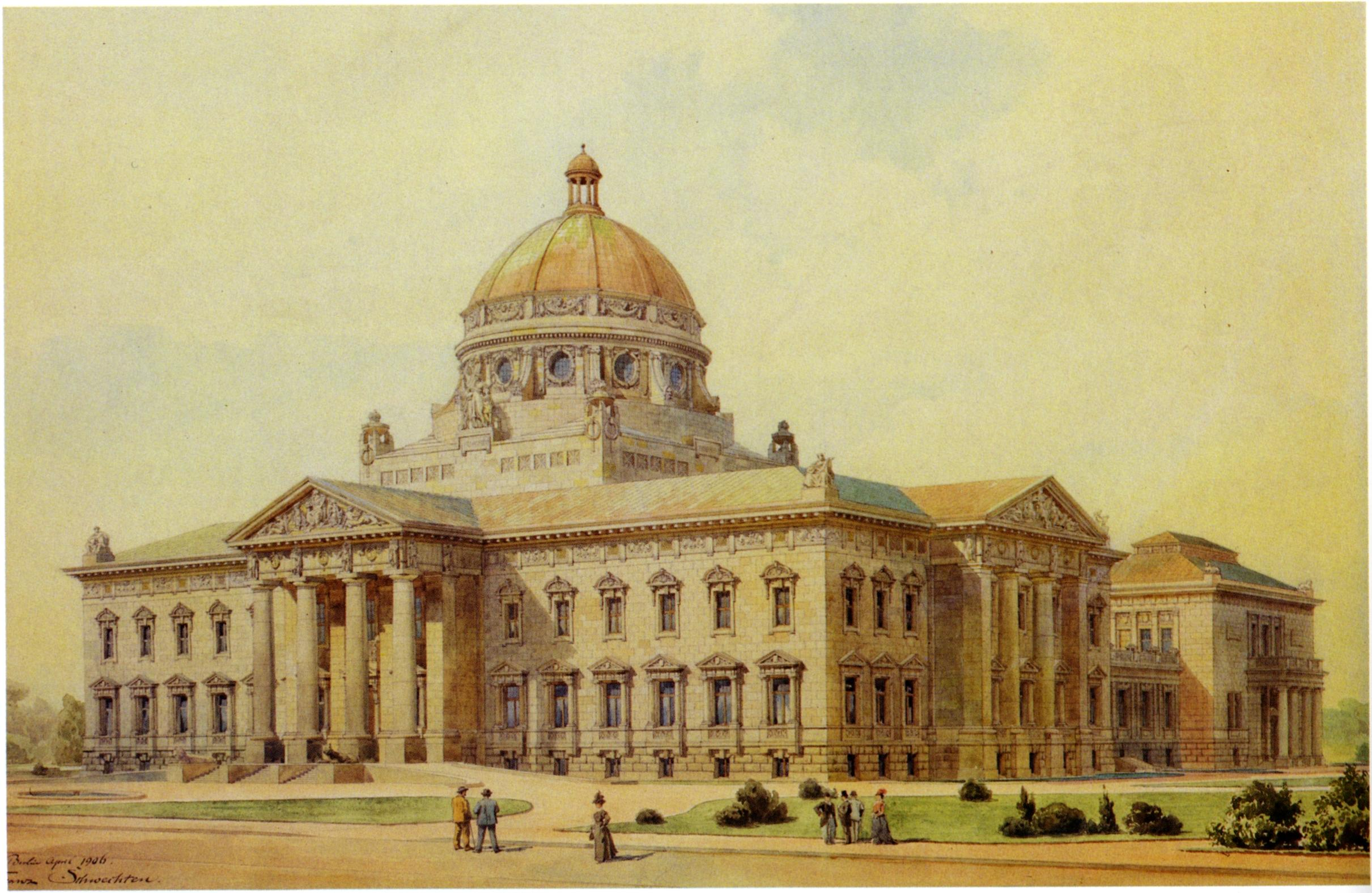
Вариант Франца Швехтена
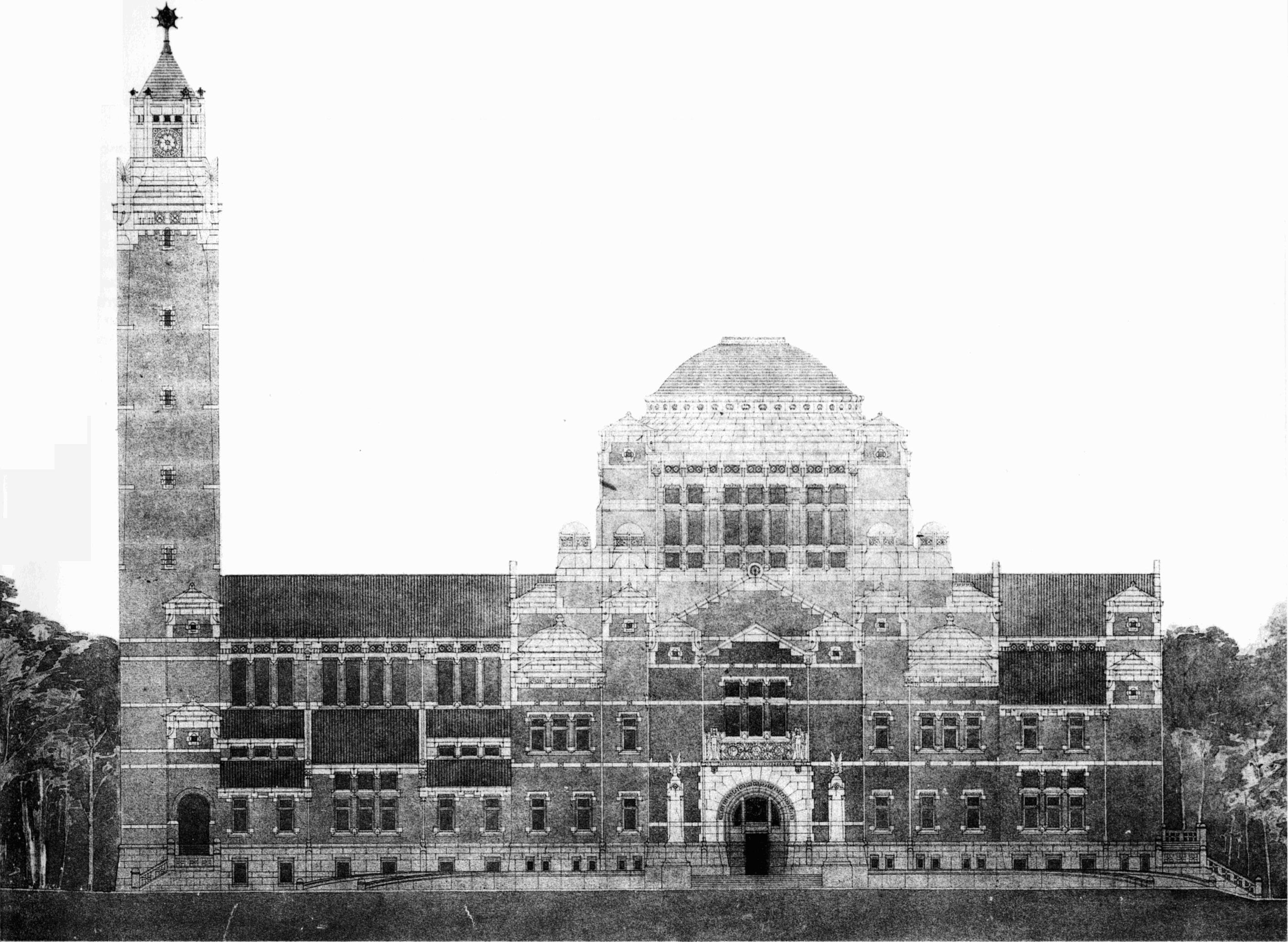
Вариант Хендрика Петрюса Берлаге
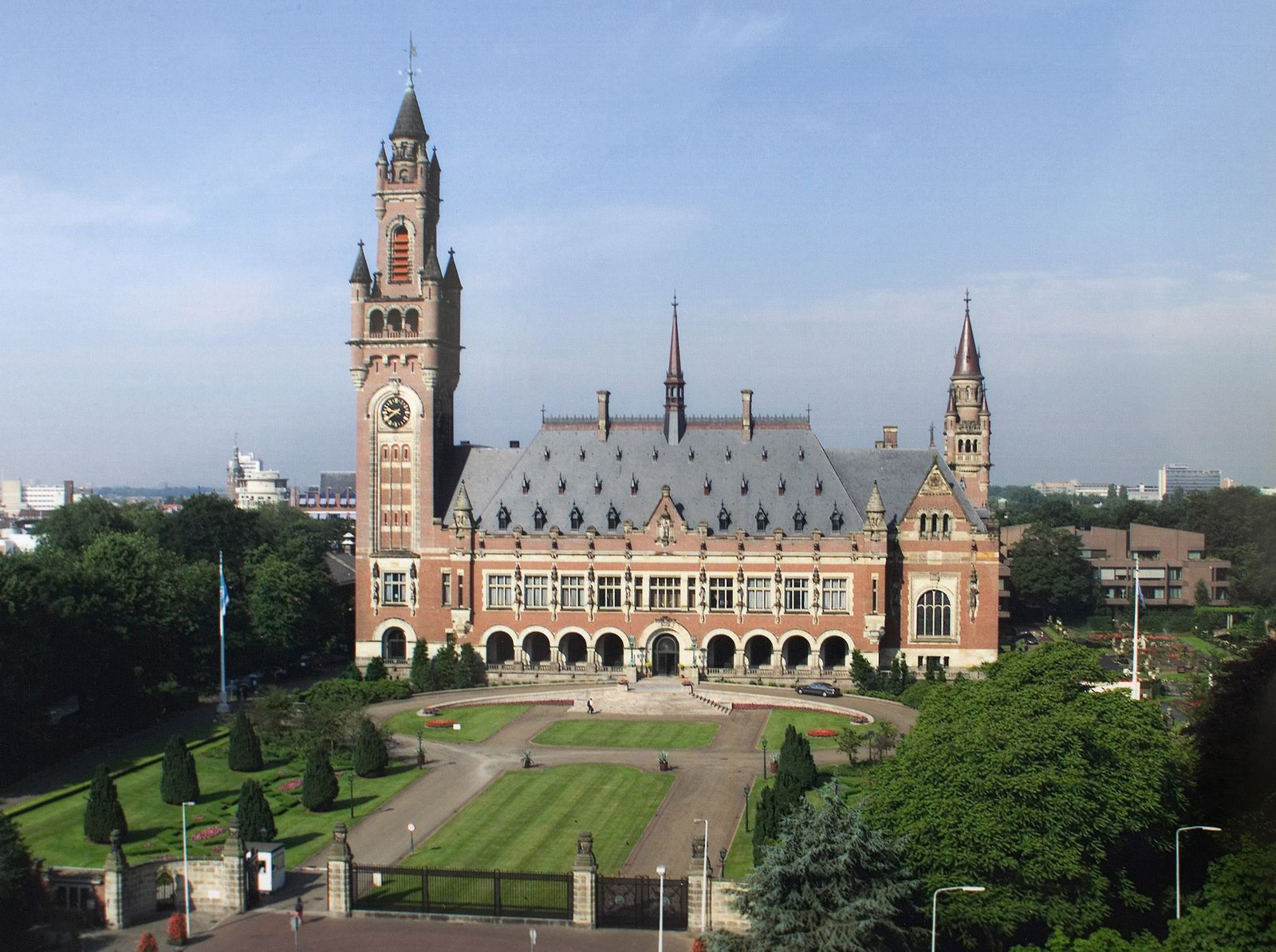
Победившая работа Луиса Кордонье

## Типы соревнований
Существуют несколько разновидностей архитектурных конкурсов, продиктованных теми или иными принципами:
- Открытое соревнование (международного, национального или регионального масштаба), либо ограниченное / избирательное — определяет категорию допускаемых к состязаниям участников[3].
- Проектное соревнование, либо эскизное — определяет цели конкурса, нужно ли разрабатывать проект целиком или достаточно одной лишь идеи дизайна.
- Студенческие конкурсы проектировщиков — между группами студентов разных учебных заведений.

## Правила и принципы
Правила конкурса всегда зависят от организующей стороны, однако нередко контроль осуществляют Международный союз архитекторов или какие-нибудь местные архитектурные объединения. Перед началом каждого конкурса заказчик формулирует цели и задачи планируемого здания, предъявляет определённые требования, устанавливает сроки и т. п. Заказчиком выбираются жюри и критерии, по которым будут оцениваться участники, объявляется призовой фонд и прочие награды, оговаривается возможность публикации наиболее удачных работ и другие аспекты мероприятия.

## Известные российские архитектурные фестивали
- Зодчество — международный архитектурный фестиваль, организованный Союзом Архитекторов России[8];
- Архитектон — региональный фестиваль, организованный Санкт-Петербургским Союзом архитекторов[9].